# روزاريو بلفاري
روزاريو بلفاري (بالإسبانية: Rosario Bléfari)‏ (1965 - 2020)، هي مغنية وممثلة وكاتبة أرجنتينية. اشتهرت في سنوات التسعينيات من القرن العشرين.
ولدت يوم 24 ديسمبر 1965 بمدينة مار دل بلاتا وتوفيت يوم 6 يوليو 2020 بسبب مرض السرطان عن عمر 54 سنة.
مار ديل بلاتا ، الأرجنتين

## روابط خارجية
- روزاريو بلفاري على موقع IMDb (الإنجليزية)
- روزاريو بلفاري على موقع ميوزك برينز (الإنجليزية)
- روزاريو بلفاري على موقع أول ميوزيك (الإنجليزية)
- روزاريو بلفاري على موقع ديسكوغز (الإنجليزية)
- روزاريو بلفاري على موقع قاعدة بيانات الفيلم (الإنجليزية)